# フー・アー・ユー (アルバム)
『フー・アー・ユー』（Who Are You）は、1978年にリリースされたイギリスのロックバンド、ザ・フーの8枚目のスタジオアルバム。プロデューサーはグリン・ジョンズおよびジョン・アストリー。発売元はイギリスはポリドール、アメリカはMCA。全英6位、全米2位を記録。本作発表後間もなく、ドラマーのキース・ムーンが死亡したため、本作はムーンが参加した最後のオリジナルアルバムである。

## 概要
前作『ザ・フー・バイ・ナンバーズ』から3年という、ザ・フーとしてはそれまでで最も長いインターバルを空けての発表となった。プロデュースは前作に引き続き参加となるグリン・ジョンズに加え、ピート・タウンゼントの当時の義弟であり、後にザ・フーのアルバムのリイシューのリマスタリングを任されることになるジョン・アストリーが参加している。比較的簡素な音造りだった前作とは打って変わり、本作ではオーケストラや打ち込みを大胆に導入した、『四重人格』（1973年）のような重厚な音造りがなされている。ジョン・アストリーによれば、これはタウンゼントの意向で、アメリカでのラジオ放送で受けるように狙いをさだめたものだという。招かれたゲスト・ミュージシャンもこれまでで最多で、アンディ・フェアウェザー・ロウや元ゾンビーズのロッド・アージェントらが参加した。オーケストラ編曲を担当したテッド・アストリーはジョン・アストリーの実父である。本作はザ・フーのオリジナルアルバムで、初めて全米でのチャート順位が全英を上回った。
パッケージは前作同様シングル・スリーヴで、ジャケットにはスタジオに積み上げられた機材の前に並ぶメンバーの写真が使用された。ムーンが座る椅子に書かれた"NOT TO BE TAKEN AWAY（持ち出し厳禁）"の文字が、後に彼の死と関連付けて噂されるようになった。

## 経緯
本作に収録された曲は、元々はタウンゼントが1970年より構想を温め、1度は制作が試みられたものの、内容の難解さにより破棄されたロックオペラ『ライフハウス』のために用意されたものである。1976年に終了した大規模なツアー後、家庭での時間が増えたタウンゼントは、一度は頓挫した『ライフハウス』の完成のために新たにデモテープを作成し、難解だったスクリプトをよりわかりやすい内容に書き直した。ロジャー・ダルトリーの理解も得、映画化実現のために、ミック・ジャガー主演の『パフォーマンス』や、デヴィッド・ボウイ主演の『地球に落ちてきた男』で有名な映画監督、ニコラス・ローグとの交渉に当たった。だがローグがタウンゼントの用意したスクリプトに難色を示し、別の脚本家を立てようとしたことから二人は対立し、交渉は決裂。『ライフハウス』はまたしても頓挫してしまうが、タウンゼントはこのために用意した楽曲をそのまま次のアルバムに転用することを決めた。
制作は1977年9月から1978年5月まで、完成までにおよそ9か月もかかったが、このうち実際にレコーディングにかけられた時間は1か月程度だった。そのレコーディングも次々に起こるトラブルにより、遅々として進まなかった。グリン・ジョンズは先約があるとして1978年早々にプロデュースを降りてしまい、さらにタウンゼントが夫婦喧嘩の最中に手を怪我してギターが弾けなくなったり、ダルトリーが喉の手術を受け2週間の休養を余儀なくされるなどして、レコーディングは度々中断された。また、曲のプレイバック中にアレンジをめぐってダルトリーとジョンズが口論になり、殴り合いになったこともある。
しかし、一番の問題はキース・ムーンの健康状態だった。ムーンの身体は長年の不摂生により悲鳴を上げていたが、自身のせいでグループがライブ活動から距離を置かざるを得なくなってもなお、ムーンがその堕落した生活を改めることはなかった。この頃になるとムーンは8分の6拍子を叩くことが出来なくなっており、収録曲「ミュージック・マスト・チェンジ」ではドラムの音が丸々削除された。ミスを連発するたび彼は皆に謝っていたが、何度も録り直しを要求されるうちについには「俺は世界一のキース・ムーン・スタイルのドラマーだからな!」と逆上する始末だった。タウンゼントは1994年のインタビューで、本作の制作中にムーンがこの先もう長くないことを悟ったという。そして「もしキースが生きてたとしても、他の誰かにドラムを頼まなければならなかっただろう」と打ち明けている。
本作と同時進行で、グループのドキュメンタリー映画『キッズ・アー・オールライト』の撮影も進められていた。1977年12月、グループはこの映画のためのライブをロンドン、キルバーンで行うが、1年以上ものブランクがあったためかこの時の演奏は悪く、映画で使用されることはほとんどなかった。尚、この時のライブでは本作から「フー・アー・ユー」が披露されている。映画で使用されている映像は、翌年5月にシェパートン・スタジオで撮影されたライブからである。そして、これがムーンにとって最後のステージとなった。
アルバムは8月18日にリリースされた（アメリカでは21日）。タウンゼントはリリースに伴い、ツアーを行う可能性を示唆していたが、それから3週間ほど後の9月7日、ムーンは処方薬の過剰服用により32歳で死去した。日本でのリリースは英米の2か月後で、ムーンの死後であったため、発売時のレコードの帯にはムーンの死を伝える旨が記載されていた。

## リイシュー
1996年、リマスター／リミックス版がリリースされた。ボーナス・トラックには未発表だった「ノー・ロード・ロマンス」の他、タウンゼントがソロで発表した「エンプティ・グラス」のデモ・バージョン、そしてオリジナル収録曲のうち3曲の別ミックスが追加収録された。2011年には日本限定で、オリジナル・マスターから起こされた最新リマスター版がリリースされた（紙ジャケット仕様）。2011年版の「ノー・ロード・ロマンス」は、1996年版と異なりムーンのドラムスがフィーチャーされている。いずれもリマスタリングは、ジョン・アストリーが担当。

## 収録曲
特記なき限り、作詞・作曲はピート・タウンゼント。
| #  | タイトル                                                | 作詞 | 作曲・編曲 | 時間 |
| -- | ------------------------------------------------------- | ---- | ---------- | ---- |
| 1. | 「ニュー・ソング - New Song」                           |      |            | 4:12 |
| 2. | 「ハド・イナフ - Had Enough」(ジョン・エントウィッスル) |      |            | 4:30 |
| 3. | 「905」(ジョン・エントウィッスル)                       |      |            | 4:02 |
| 4. | 「シスター・ディスコ - Sister Disco」                   |      |            | 4:21 |
| 5. | 「ミュージック・マスト・チェンジ - Music Must Change」  |      |            | 4:37 |

| #  | タイトル                                                                      | 作詞 | 作曲・編曲 | 時間 |
| -- | ----------------------------------------------------------------------------- | ---- | ---------- | ---- |
| 6. | 「トリック・オブ・ザ・ライト - Trick of the Light」(ジョン・エントウィッスル) |      |            | 4:48 |
| 7. | 「ギター・アンド・ペン - Guitar and Pen」                                     |      |            | 5:58 |
| 8. | 「ラヴ・イズ・カミング・ダウン - Love Is Coming Down」                        |      |            | 4:06 |
| 9. | 「フー・アー・ユー - Who Are You」                                            |      |            | 6:21 |

| #   | タイトル | 作詞 | 作曲・編曲 | 時間 |
| --- | --- | ---- | ---------- | ---- |
| 10. | 「ノー・ロード・ロマンス - No Road Romance」                                                                        |      |            | 5:05 |
| 11. | 「エンプティ・グラス（デモ版） - Empty Glass (Demo)」(原題：CHOIRBOY)                                               |      |            | 6:23 |
| 12. | 「ギター・アンド・ペン（オリンピック’78ミックス） - Guitar and Pen (Olympic '78 Mix)」                              |      |            | 6:02 |
| 13. | 「ラヴ・イズ・カミング・ダウン（ワーク・イン・プログレス・ミックス） - Love Is Coming Down (Work-in-Progress Mix)」 |      |            | 4:05 |
| 14. | 「フー・アー・ユー（ロスト・ヴァース・ミックス） - Who Are You (Lost Verse Mix)」                                   |      |            | 6:22 |

## ヒットチャート
| 年   | チャート              | 最高順位 |
| ---- | --------------------- | -------- |
| 1978 | ビルボード Pop Albums | 2        |
| 1978 | 全英アルバムチャート  | 6        |

| 年   | チャート               | 最高順位 |
| ---- | ---------------------- | -------- |
| 1978 | ビルボード Pop Singles | 14       |
| 1978 | 全英シングルチャート   | 18       |

| 国                                     | 認定           |
| -------------------------------------- | -------------- |
| イギリス（英国レコード産業協会）       | ゴールド       |
| アメリカ合衆国（アメリカレコード協会） | ダブルプラチナ |
| カナダ（ミュージック・カナダ）         | ダブルプラチナ |

## パーソナル
ザ・フー
- ロジャー・ダルトリー - ボーカル、パーカッション
- ジョン・エントウィッスル - ベース、シンセサイザー、ブラス、ボーカル
- キース・ムーン - ドラムス、パーカッション
- ピート・タウンゼント - ギター、ピアノ、シンセサイザー、ボーカル

参加ミュージシャン
- ロッド・アージェント - シンセサイザー（#2）、キーボード（#7）、ピアノ（#9）
- テッド・アストリー - オーケストラ編曲
- アンディ・フェアウェザー・ロウ - バッキングボーカル（#1、#2、#7、#8、#9）
- ビリー・ニコルズ - バッキングボーカル（#1、#2）
- マイケル・ニコルズ - バッキングボーカル（#2）